# Jem Finer

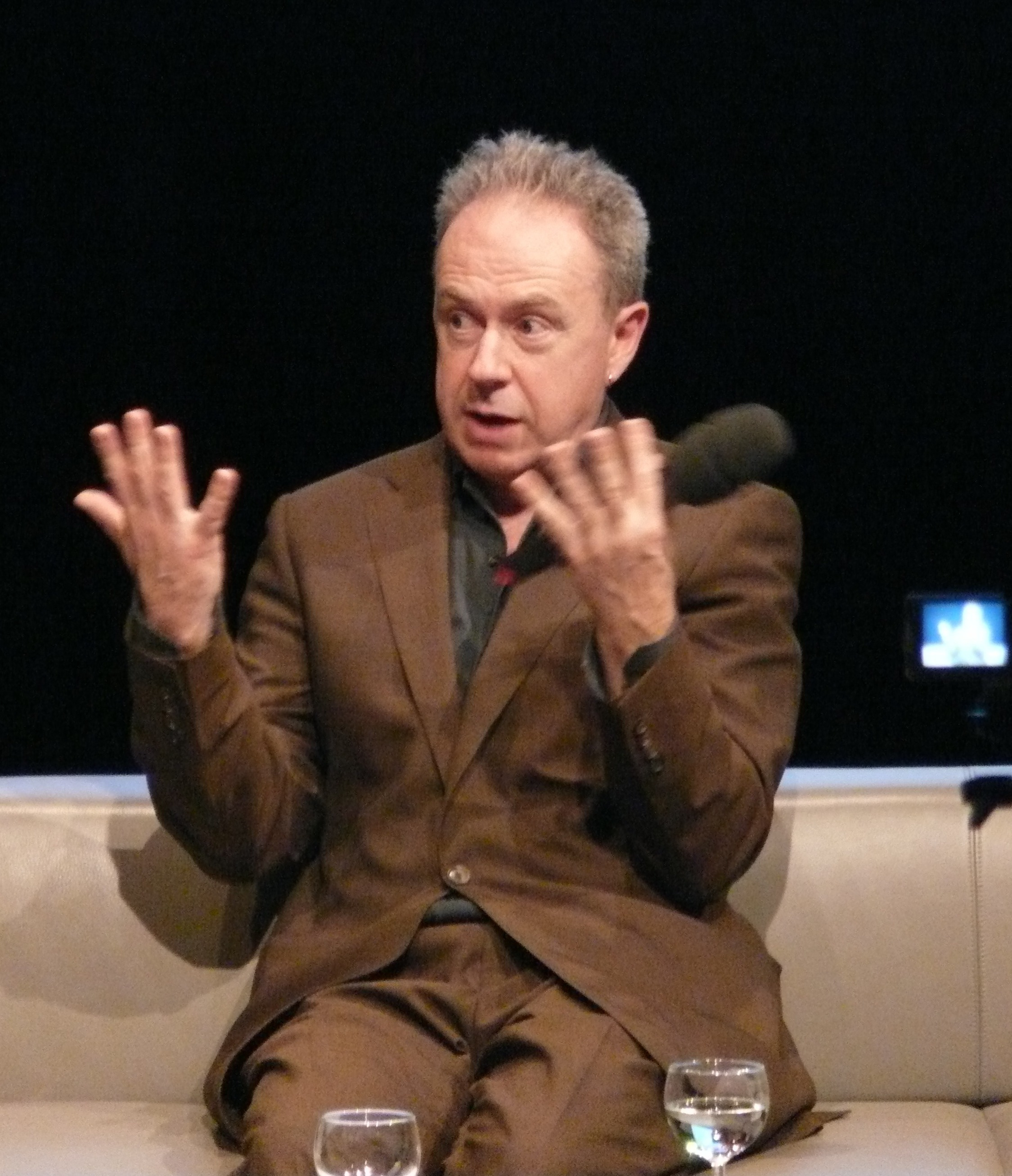
Jem Finer in transmediale 10

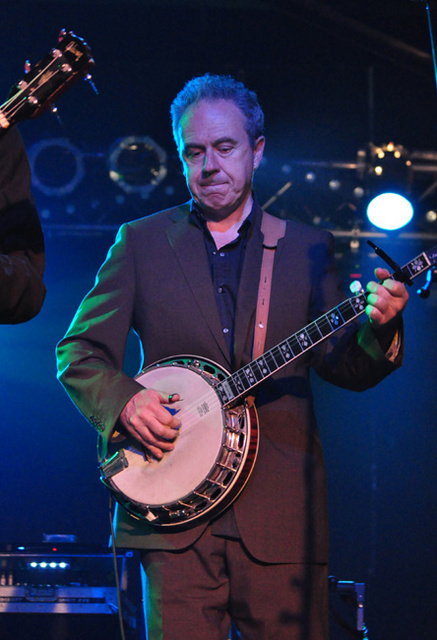
Jem Finer, Milk club, Moskau, 29. Aug. 2010 mit den Pogues
(Foto: Zuzana Pernicová)

Jeremy Max "Jem" Finer (* 20. Juli 1955 in Stoke-on-Trent/England) ist ein englischer Musiker, Schauspieler und Songwriter. Er ist Gründungsmitglied der irisch-englischen Folk-Punk Band The Pogues.

## Leben und Karriere
Finer wurde in Stoke-on-Trent, England geboren, und studierte EDV und Soziologie an der Keele University. Nach seinem Studium reiste er durch Europa und arbeitete kurzzeitig auf einem Schleppkahn in Frankreich. Finer wurde schließlich in London sesshaft. Er wohnte in einem Haus in der 32 Burton Street, das er sich zeitweise mit Shane MacGowan und Spider Stacy teilte, und schließlich mit ihnen die Pogues gründete.
Hauptsächlich am Banjo, spielt Finer unter anderem auch Mandoline, Saxofon und Gitarre.
Abgesehen von Shane MacGowan (mit dem er zahlreiche Lieder, unter anderem Fairytale of New York schrieb) war Finer der fleißigste Songwriter der Pogues.
Von Joe Strummer wurde Finer in einem Interview als der Bill Wyman der Gruppe bezeichnet, ohne den alles unkontrolliert auseinanderdriften würde. Im Juli 1996 wurde seine Aussage bestätigt, als Jem die Pogues verließ und die Gruppe sich kurz darauf auflöste.
Er war an allen Alben der Pogues bis zu ihrer Auflösung beteiligt. Während dieser Zeit wirkte er auch auf MacGowans Soloalbum The Snake und bei der Band The Levellers mit. Nach der Auflösung der Pogues arbeitete Finer weiter als Musiker und Songwriter.
Am 1. Januar 2000 startete das von ihm komponierte Longplayer-Projekt, welches – wenn alles wie erwartet klappt – 1000 Jahre spielen wird, ohne sich selbst zu wiederholen.
Im Juli 2005, gewann Finer den PRS Foundation New Music Award.
Finer und Swamp-Rock-Legende DM Bob haben 2005 unter dem Namen DM Bob & Country Jem gemeinsam das Album Bum Steer veröffentlicht und treten auch regelmäßig zusammen auf.
Finer ist auch künstlerisch aktiv. Eine seiner Skulpturen ist auf dem Sculpture Trail King's Wood nahe dem Ort Challock in der Grafschaft Kent zu sehen.
Sein neuestes Projekt – genannt Spiegelei – ist eine kugelförmige Kamera, die auf Finers innovativem 360° Projektionssystem aufgebaut ist.